# Цітович Геннадій Іванович
Геннадій Іванович Цітович (біл. Генадзь Іванавіч Цітовіч, 7 серпня 1910, с. Новий Погост, в даний час Міорський район Вітебської області, Білорусь — 21 червня 1986) — білоруський музикознавець, етнограф і хоровий диригент.

## Біографія
Першу науку з мистецтва і культури отримав у дитячі роки від Флора Манцевича.
Навчався в Університеті Стефана Баторія (1936—1939), закінчив Віленську консерваторію (1939). У 1939—1941 і 1945—1951 — редактор обласного радіо, консультант Будинку народної творчості в Барановичах. У 1974—1975 рр. — старший науковий співробітник Інституту мистецтвознавства, етнографії і фольклору АН Білорусі. Створив у с. Велике Підлісся Ляховицького району народний хор (1952), реорганізований в 1959 році в Білоруський державний ансамбль пісні і танцю, в 1964 — Державний народний хор Білорусі, яким керував до 1974 року. У 1974—1975 — старший науковий співробітник Інституту мистецтвознавства, етнографії і фольклору АН Білорусі.
Записав більше 3 тис. білоруських (переважно), українських, польських, болгарських, литовських, латиських народних пісень, танців, інструментальних наспівів. Зробив для хору багато концертних обробок власних записів. Укладач ряду фольклорних збірок.
Теоретичні роботи присвячені міжславянським і слов'яно-балтським народно-пісенним зв'язкам, історичного розвитку білоруської народної музики, білоруському народному багатоголоссю, народного виконавства, стильовому аналізу сучасної народної пісні, музичного побуту сучасного села. Зробив значний внесок у становлення і розвиток самодіяльного музичного мистецтва Білорусі. Активно виступав у періодичній пресі, автор низки теле- і радіопередач.
Нагороджений 3 орденами, а також медалями.

## Критика
Цітовича критикують за переклад українських пісень Берестейщини білоруською мовою та видачу їх за власне білоруські народні пісні (піснекрадство). Зокрема, збірник «Анталогія беларускай народнай песні» Г. Цітовича (Мінськ, 1968, 1975) налічує понад 100 перекладених білоруською мовою українських народних пісень (здебільшого з Берестейщини). Серед перекладених пісень — пісня «Нащо мені чорні брови», створена на слова Тараса Шевченка.